# Barty (Liban)
Pour les articles homonymes, voir Barty et Berti.
 (mai 2025).
Si vous disposez d'ouvrages ou d'articles de référence ou si vous connaissez des sites web de qualité traitant du thème abordé ici, merci de compléter l'article en donnant les références utiles à sa vérifiabilité et en les liant à la section « Notes et références ».
Berti ou Barty est un petit village chrétien situé dans le sud du Liban. Il appartient administrativement à Caza Sidon mais est localisé sur le territoire du Caza Jezzine.
Barty est aussi appelé le Village de Dieu (Dai3it Rabna), en référence à une église datant de l'époque du Christ et qui rassemble beaucoup de croyants venant de divers endroits du Mont Liban, situé à plusieurs jours de marche.
Pendant l'occupation israélienne, le village et ses habitants jouèrent un rôle important pour empêcher le massacre de centaines de libanais en les accueillant pendant plusieurs semaines. De même pendant la guerre civile beaucoup des beyroutains se retrouvèrent au village pour échapper la guerre.